# City Kristianstad
City Kristianstad var en gratistidning som riktade sig till Kristianstads-regionen.

## Historia
Tidningen utgavs 11 april 2011 till 31 maj 2013 av Skånemedia i samverkan med Bonnierkoncernen och Kristianstadsbladet och ingick i gratistidningskonceptet City med fokus på unga läsare. Förlagsnamn var  City Skåne aktiebolag i Malmö. City Kristianstad startades 2011 och utkom alla vardagar. År 2013 lades tidningen ned efter stora förluster på grund av en vikande annonsmarknad. Tidningen var en av fem editioner av tidningen City i Skåne.
City Kristianstad hade en upplaga på 10 100 ex och 28 000 dagliga läsare (Orvesto 2011:3). Tidningens redaktion fanns inrymd tillsammans med Kristianstadsbladet, på Nya Boulevarden/Västra Vallgatan i Kristianstad. Redaktör var Kersti Forsberg under hela utgivningstiden.

### Tryckning
Tidningen trycktes i fyrfärg. Tidningen trycktes i Malmö först 11 april 2011 till 23 maj 2011 på Sydsvenskan tryck aktiebolag i Malmö. Sedan trycktes den av Malmö tidningstryck aktiebolag i Malmö 2011-2013. Tidningen hade minst 16 sidor och max 32 sidor.
| Period                 | Ansvarig utgivare | Titel | Kommentar |
| 2011-04-11--2012-12-14 | Forsberg, Kersti  |       | T         |
| 2012-12-17--2013-01-14 | Kanje, Jonas      |       | T         |
| 2013-01-15--2013-05-31 | Forsberg, Kersti  |       | T         |